# 圣路易斯影评人协会
圣路易斯影评人协会（英語：St. Louis Gateway Film Critics Association）是美国西部圣路易斯的影评人协会，每年12月，他们颁布评定的电影奖项。

## 分类
主要电影奖项包括：
- 圣路易斯影评人协会奖最佳男主角
- 圣路易斯影评人协会奖最佳女主角
- 圣路易斯影评人协会奖最佳动画片
- 圣路易斯影评人协会奖最佳导演
- 圣路易斯影评人协会奖最佳影片
- 圣路易斯影评人协会奖最佳剧本
- 圣路易斯影评人协会奖最佳纪录片
- 圣路易斯影评人协会奖最佳外语片
- 圣路易斯影评人协会奖最佳摄影
- 圣路易斯影评人协会奖最佳男配角
- 圣路易斯影评人协会奖最佳女配角

## 届次
- 第1届圣路易斯影评人协会奖
- 第2届圣路易斯影评人协会奖
- 第3届圣路易斯影评人协会奖
- 第4届圣路易斯影评人协会奖
- 第5届圣路易斯影评人协会奖
- 第6届圣路易斯影评人协会奖
- 第7届圣路易斯影评人协会奖
- 第8届圣路易斯影评人协会奖
- 第9届圣路易斯影评人协会奖
- 第10届圣路易斯影评人协会奖

## 多奖得主
| 多奖     | 作品             | 奖项                                   | 年   | 备注  |
| -------- | ---------------- | -------------------------------------- | ---- | ----- |
| 五奖得主 | 《艺术家》       | 最佳（影片、导演、音乐、剧本、女配角） | 2011 |       |
| 四奖得主 | 《断背山》       | 最佳（影片、导演、编剧、男主角）       | 2005 |       |
| 四奖得主 | 《飞行者》       | 最佳（影片、导演、女配角、艺术指导）   | 2004 |       |
| 三奖得主 | 《酒佬日記》     | 最佳（喜剧、剧本、导演）               | 2004 |       |
| 三奖得主 | 《朱诺》         | 最佳（女主角、剧本、喜剧）             | 2007 |       |
| 二奖得主 | 《雷之心灵传奇》 | 最佳男主角、最佳得分                   | 2004 |       |
| 二奖得主 | 《超人特工队》   | 最佳动画片、最佳视觉效果               | 2004 |       |
| 二奖得主 | 《十面埋伏》     | 最佳摄影、最佳艺术指导                 | 2004 |       |
| 二奖得主 | 《女王》         | 最佳女主角、最佳剧本                   | 2006 |       |
| 二奖得主 | 《无间道风云》   | 最佳影片、最佳导演                     | 2006 | [ 1 ] |
| 二奖得主 | 《潜水钟与蝴蝶》 | 最佳外语片、最佳创新电影               | 2007 |       |
| 二奖得主 | 《老无所依》     | 最佳影片、最佳导演                     | 2007 |       |
| 二奖得主 | 《黑暗騎士》     | 最佳男配角、最佳视觉效果               | 2008 |       |
| 二奖得主 | 《奇幻逆緣》     | 最佳影片、最佳创新电影                 | 2008 |       |
| 二奖得主 | 《贫民百万富翁》 | 最佳导演、最佳外语片                   | 2008 | [ 2 ] |
| 二奖得主 | 《天外奇蹟》     | 最佳动画片、最受欢迎电影               | 2009 |       |
| 二奖得主 | 《华丽年代》     | 最佳摄影、最佳音乐                     | 2009 |       |
| 二奖得主 | 《在云端》       | 最佳影片、最佳男主角                   | 2009 |       |
| 二奖得主 | 《繼承大丈夫》   | 最佳男主角、最佳剧本                   | 2011 |       |
| 二奖得主 | 《龙纹身的女孩》 | 最佳女主角、最受欢迎电影               | 2011 |       |